# Gottfried IV. (Niederlothringen)

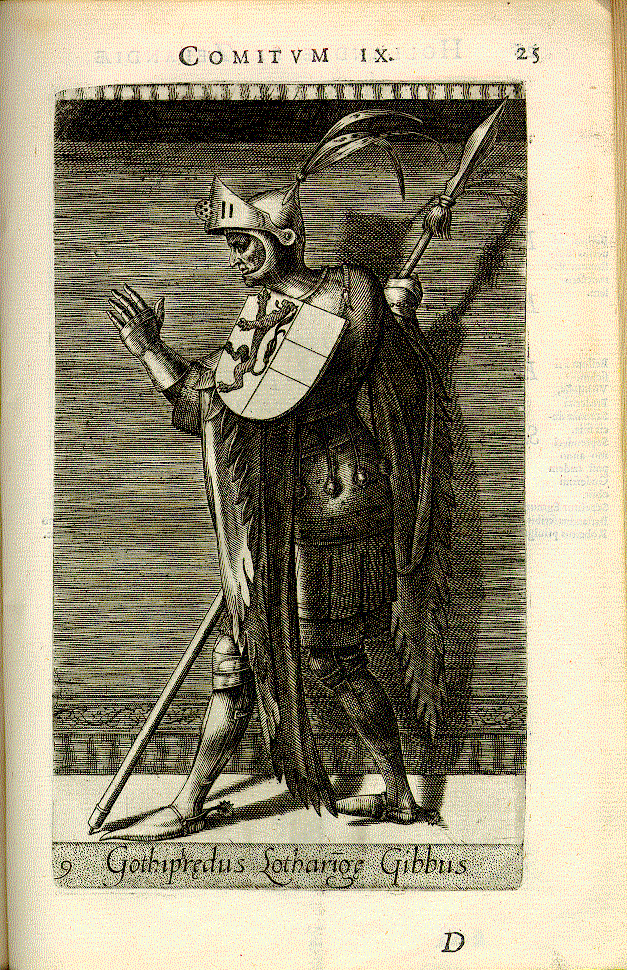
Gottfried der Bucklige

Gottfried IV., genannt der Bucklige (* um 1040; † 27. Februar 1076) war Herzog von Niederlothringen von 1069 bis 1076. Er war ein Sohn Herzog Gottfrieds III. des Bärtigen von Niederlothringen und dessen Ehefrau Doda.
Gottfried wurde 1069 aus politischen Erwägungen mit Mathilde von Tuszien verheiratet, der Tochter des Markgrafen Bonifatius IV. von Tuszien und der Beatrix von Bar, die ihrerseits als Witwe Gottfrieds Vater geheiratet hatte. Gottfried IV. und Mathilde hatten nur ein Kind, Beatrix († 1071).
Ab 1071 lebte das Paar getrennt, im Investiturstreit stand Mathilde auf der Seite von Papst Gregor VII., Gottfried hingegen auf der des Königs Heinrich IV.
Gottfried IV. kämpfte 1075 bei Homburg an der Unstrut im Sachsenkrieg für den König gegen den Herzog Magnus von Sachsen. Zusammen mit Bischof Wilhelm von Utrecht vertrieb er Graf Dietrich V. aus West-Friesland, dem späteren Holland.
Am 27. Februar 1076 wurde Gottfried in Vlaardingen ermordet. Die Tat geschah im Auftrag des Grafen von Flandern, Roberts des Friesen, gegen den er im Begriff stand, einen Kriegszug zu führen. Nach dem Bericht des Lambert von Hersfeld wurde Gottfried während der Verrichtung seiner Notdurft auf dem Aborterker getötet. Eine weitere Überlieferung ergänzte dazu, dass der Täter einen Dolch in den Anus des Herzogs gestoßen habe, worauf dieser an der Verletzung starb. Bestattet wurde er in der Kathedrale von Verdun.
Da Gottfried ohne Nachkommen war, hatte er gegen den Widerstand Mathildes seinen Neffen Gottfried von Bouillon zum Nachfolger bestimmt. In der folgenden Erbauseinandersetzung bestimmte dann der Kaiser seinen jüngeren Sohn Konrad zum Herzog, Graf Albert III. von Namur wurde als vicedux (Vizeherzog) und Regent bestimmt. Gottfried von Bouillon konnte sein Erbe erst 1088 antreten.